# Frédéric Kowal
Frédéric Kowal (* 2. Oktober 1970 in Nogent-sur-Seine) ist ein ehemaliger französischer Ruderer, der 1996 eine olympische Bronzemedaille gewann.

## Sportliche Karriere
Der 2,01 m große Frédéric Kowal vom Verein Cercle d’Aviron Nogentais belegte 1992 den vierten Platz im Einer beim Nations Cup, einem Vorläuferwettbewerb der U23-Weltmeisterschaften. 1993 gewann er bei den Mittelmeerspielen die Silbermedaille im Doppelvierer, bei den Weltmeisterschaften 1993 und 1994 belegte er jeweils den fünften Platz im Doppelvierer. Bei den Weltmeisterschaften 1995 erreichte er erneut den fünften Platz, allerdings diesmal im Doppelzweier. 1996 bei den Olympischen Spielen in Atlanta trat er zusammen mit Samuel Barathay im Doppelzweier an. Die beiden Franzosen gewannen ihren Vorlauf und ihr Halbfinale. Im Finale belegten sie hinter den Italienern und den Norwegern den dritten Platz mit anderthalb Sekunden Rückstand auf die Norweger.
1997 gewann Kowal bei den Mittelmeerspielen die Bronzemedaille im Doppelzweier. Bei den Weltmeisterschaften 1997 belegte er den sechsten Platz im Doppelvierer. Im Jahr darauf erreichte er zusammen mit Yvan Deslavière bei den Weltmeisterschaften 1998 den vierten Platz im Doppelzweier. 1999 ruderte Kowal zusammen mit Guillaume Jeannet bei den Weltmeisterschaften 1999 ebenfalls auf den vierten Platz. Für die Olympischen Spiele 2000 in Sydney rückte Adrien Hardy zu Kowal in den Doppelzweier, die beiden erreichten den siebten Platz. Frédéric Kowal trat ab 2001 im Einer an. Er gewann die Bronzemedaille bei den Mittelmeerspielen 2001. Bei den Weltmeisterschaften belegte er den 10. Platz 2001 und den 15. Platz 2003.